# Gafarró sulfuri
El gafarró sulfuri (Crithagra sulphurata) és un ocell de la família dels fringíl·lids (Fringillidae).

## Hàbitat i distribució
Habita la sabana humida i terres de conreu al nord d'Angola, Zàmbia, Malawi, sud-est, est i nord-est de la República Democràtica del Congo, centre i sud d'Uganda, Ruanda, Burundi, oest, centre, sud de Kenya, Tanzània cap al sud fins al sud d'Angola, Zimbabwe, Moçambic i Sud-àfrica.